# Progeri
Progeri eller progeria är en ovanlig sjukdom som gör att kroppen åldras i förtid (geromorfism). Namnet "progeri" kommer från grekiskan och betyder ungefär ”gammal i förtid” (πρό, pro, "före", γῆρας, gēras, "ålderdom"). Sjukdomen beror på hastig celldöd, som bryter ner cellerna i en alltför snabb takt. Det finns två sorters progeri: Werners syndrom som är den vanligaste av de två och startar i vuxen ålder och Hutchinson-Gilfords syndrom som drabbar barn och är extremt aggressiv och ovanlig.

## Hutchinson-Gilfords syndrom
Hutchinson-Gilfords syndrom är den mest kända formen av progeri, det är en medfödd genetisk sjukdom som gör att kroppen åldras cirka åtta gånger fortare än normalt. 
Sjukdomen upptäcktes 1886 av Jonathan Hutchinson, som dokumenterade den hos en pojke på 6 år. 1896 kunde Hastings Gilford konstatera att det rörde sig om en egen sjukdom efter att ha dels följt upp projekt som Hutchinson studerat, dels studerat en annan patient med liknande symptom. Gilford gav sjukdomen namnet progeri.

### Förekomst
Syndromet är extremt ovanligt och drabbar ungefär en nyfödd på 20 miljoner. Antalet drabbade individer vid liv i hela världen är omkring 400 personer.

### Ärftlighet
Ingen ärftlighet har kunnat spåras tillbaka och föräldrarna till progerisjuka barn bär inte på mutationen. Därför antar man att mutationen är sporadisk och uppkommer i en enskild spermie eller äggcell precis innan befruktningen sker och således överförs som ett autosomalt dominant anlag. Det finns två dokumenterade fall, där flera syskon har sjukdomen. Det är en familj i Indien där fem av sju syskon har drabbats av det ovanliga syndromet samt en familj i USA där även två syskon båda drabbats av denna sjukdom.

### Orsak
Sjukdomen beror på avvikelser i genen för lamin typ A i kromosom 1. 2003 hittade den svenska forskaren Maria Eriksson mutationen, genfelet, som orsakar progeria. Mutationen leder till en extremt snabb celldöd.
Normalt kodar LMNA för ett protein som kallas lamin A, och i progeria producerar genen några normala lamin A och några muterade lamin A (progerin). 
Lamin A är en medlem i en grupp av Laminproteiner. Laminer är trådformiga strukturer som är kritiska komponenter i det nukleära membranet och har som funktion att reglera kromatin och nukleära integritet samt dess form. Lamingenen består av 12 exoner. Genom alternativ splitsning, finns 2 stora proteiner som genereras, lamin A och en kortare lamin C, som är resultatet av en alternativ delning inom exon 10. Mutationen för progeria är i exon 11 och därför påverkar inte lamin C.
Patienter med klassisk progeria har bara en enda nukleotid substitution exon 11 i prelamin. Genen förändras i sekvensen GGC3 GGT vid position 1824. Även om denna mutation inte ändrar aminosyrasekvensen av proteinet (en konserverad eller "tyst" mutation), införs en alternativ delning som leder till borttagande av en 150-nukleotider lång sträcka av exon 11. Eftersom exon 12 är kvar, kan de 3 första stegen i prelamin ske och förekomma normalt.

### Symptom
Progeri orsakar symptom som liknar ett mycket hastigt åldrande, cirka 10 gånger fortare än normalt.
Barn med genfelet ser oftast helt friska ut vid födseln. De kan dock ha en spänd, tunn och förhårdnad hud över skinkor, lår och nedre delen av buken samt en något blåaktig missfärgning i ansiktet. Ofta har barn med progeri även en spetsig, nästan näbbliknande näsa. Det är inte förrän vid 18-24 månaders ålder som deras åldrande accelererar. De första tecknen brukar vara tunn hud, svårläkta sår och ofta ser de äldre ut. Barnet börjar sedan tappa håret och får typiska ålderskrämpor: ledvärk och skört skelett. Runt lederna bildas en bindvävskapsel som leder till stelhet i leder och minskar barnets rörlighet. Detta leder även till hjulbenthet. Barn med Hutchinson-Gilfords har ofta även en mycket ljus och pipig röst. Tillväxten är långsam och vid fem års ålder brukar den stanna av helt och hållet.
Trots de dramatiska effekterna på tillväxt och det kardiovaskulära systemet hos en person med progeria, är det viktigt att inse att flera andra organ kan vara opåverkade av denna sjukdom,  så som lever, njure, lunga, mag- och tarmkanalen, benmärg och hjärna.

### Behandling
Riktad hormonbehandling kan bromsa sjukdomen något och därmed också förlänga barnets liv. Det finns dock inget bot mot progeri ännu och behandlingen är därför framförallt inriktad mot de symptom som sjukdomen ger. Många barn med Hutchinson-Gilfords får till exempel låga halter av acetylsalicylsyra för att undvika uppkomsten av tromboser, ischemiska attacker, stroke och hjärtinfarkter. En anledning till att forskningen inom sjukdomen går så långsamt fram är just det att den är så ovanlig.

### Livslängd
Drabbade personer lever i genomsnitt 13,5 år, sällan längre än till 16 års ålder. Dödsorsaken är ofta stroke eller hjärtinfarkt.

## Werners syndrom
Werners syndrom är en mindre känd form av progeri. Sjukdomen innebär att man uppvisar tecken på åldrande vid tidigare år än adekvat för åldern. Werners syndrom upptäcks till skillnad från Hutchinson-Gilfords syndrom oftast inte förrän i 30-årsåldern.

### Symtom
Inga tecken upptäcks vanligtvis under barn- och ungdomsåren utan personen ifråga har en normal utveckling. I vissa fall kan tecken som grått hår, minskad elasticitet i huden (vilket leder till rynkor) och extremt tidig ingång i klimakteriet upptäckas redan i de sena tonåren. Vid 30-årsåldern börjar typiska ålderssymtom att framträda, hörseln försämras, tandlossning sker och skelettet blir svagare. Andra åldersrelaterade sjukdomar utvecklas ofta, exempelvis hjärtsjukdomar, diabetes och cancer. Nästan alla drabbade får typ 2-diabetes, vilket man kan förebygga något genom kolesterolsänkande mediciner. Eftersom cellerna inte förnyas som de ska leder sjukdomen även till en ökad risk för cancer.

### Orsak
Werners Syndrom beskrevs först av Dr Otto Werner på Kiels universitet 1904. Werners syndrom orsakas av en defekt i en gen, den genetiska rubbningen bedöms gälla ett enzym som korrigerar störningar i arvsmassans DNA. Werners syndrom är recessivt ärftligt, vilket innebär att det finns 25% risk att överföra sjukdomen på sitt barn, samt att det finns 50% risk att barnet blir bärare av sjukdomen.

### Behandling
Det finns inget botemedel mot Werners syndrom. Det man kan göra är att behandla de enskilda symtomen och förebygga komplikationer av de associerade sjukdomarna. Genom rätt kost och regelbundna läkarkontroller går det att hindra sjukdomens framfart något. Medellivslängden för personer med Werners syndrom är 54 år. Hjärninfarkt är den vanligaste dödsorsaken.